# 哈里肯 (密蘇里州波林格縣)
哈里肯（英語：Hurricane）是位於美國密蘇里州波林格縣的非建制地區。

## 歷史
哈里肯的郵局於1894年設立，其後於1942年停運。

## 地理
哈里肯所處的海拔為高於海平面209米（即686英呎），而該地所採用的時區為UTC-6，即北美中部時區（CST）。同時該地設有夏令時間，為UTC-6調快一小時，即UTC-5（CDT）。